# Рашпиль, Георгий Антонович
Гео́ргий Анто́нович Рашпиль (1877 — 1918) — полковник Собственного Е. И. В. Конвоя, герой Первой мировой войны, участник 1-го Кубанского похода.

## Биография
Православный. Из дворян Кубанской области. Уроженец станицы Георгие-Афипской.
Окончил Кубанское Александровское реальное училище (1896) и Николаевское кавалерийское училище (1898), откуда выпущен был хорунжим в 1-й Таманский полк Кубанского казачьего войска. 
1 июня 1902 года произведён в сотники, 4 октября того же года перечислен во 2-й Таманский казачий полк. 25 октября 1904 года переведён в лейб-гвардии 2-ю Кубанскую казачью сотню Собственного Е. И. В. Конвоя, Произведен в подъесаулы 6 декабря 1908 года.
С началом Первой мировой войны, 17 декабря 1915 года назначен командиром лейб-гвардии 5-й сводной сотни. Произведен в есаулы 2 февраля 1916 года «за выслугу лет». 21 апреля 1916 года принял лейб-гвардии 1-ю Кубанскую сотню. Пожалован Георгиевским оружием
За то, что 5 июня 1916 года при движении 2-го Кизляро-Гребенского полка Терского казачьего войска на Глибоку, выдвинувшись вперед по приказанию начальника дивизии и услышав перестрелку, повел рысью 1-ю сотню Собственного Его Императорского Величества Конвоя на выстрелы. Выяснив, что перестрелку ведет 4-я сотня названного полка с прикрытием большого обоза противника, есаул Рашпиль вышел на левый фланг обоза, спешился и с криком «ура» бросился вместе с 4-й сотней полка в атаку на прикрытие, которое было частью уничтожено, а частью бежало в соседний лес. В обозе оказалось около 400 подвод с лошадьми, 2 тяжелых орудия с лафетами и зарядными ящиками, и находилось много патронов и интендантского имущества.
Удостоен ордена Св. Георгия 4-й степени
За то, что 10 июня 1916 года, во время выполнения 2-м Кизляро-Гребенским полком Терского казачьего войска задачи — обойти противника, занимавшего Кимполунг и взять город — перевалив с 1-й сотней Конвоя Его Величества в пешем строю лесистый горный хребет, левее 1-й сотни названного полка и выбив из леса противника, услышал сильную стрельбу справа, куда решил идти на выручку, но едва цепями бросился вперед, как был обстрелян пулеметами противника с левого фланга. Есаул Рашпиль, несмотря на сильный огонь противника, бросился в штыки на действующий пулемет, который и взял вместе с пулеметчиками, рассеяв и переколов прикрытие. Очистив таким образом себе дорогу, он с сотней бегом двинулся дальше по направлению боя и вышел во фланг противнику, атакованному в это время 1-й сотней 2-го Кизляро-Гребенского полка Терского казачьего войска. Благодаря выходу его во фланг, противник дрогнул и бежал. В этом бою сотней есаула Рашпиля, совместно с 1-й сотней 2-го Кизляро-Гребенского полка, было взято в плен 38 офицеров и 700 нижних чинов.
25 июня 1916 года возвратился с сотней в Царское Село, откуда 1 сентября того же года выступил на службу в Ставку Верховного Главнокомандующего. 4 марта 1917 года произведен в полковники. После Февральской революции, 15 марта назначен временным командиром Конвоя Верховного Главнокомандующего. С переформированием Конвоя в Кубанский и Терский гвардейские казачьи дивизионы, 14 июня 1917 года назначен командиром Кубанского гвардейского казачьего дивизиона. После Октябрьской революции присоединился к Добровольческой армии, в начале 1918 года — в Кубанском отряде. Участвовал в 1-м Кубанском походе, командовал Кубанским дивизионом в 1-м конном полку. Убит 31 марта 1918 года во время конной атаки под Екатеринодаром.
В августе 1918 года, после занятия Екатеринодара Добровольческой армией, тело полковника Рашпиля было найдено и с воинскими почестями перезахоронено на городском кладбище.

## Награды
- Орден Святого Станислава 3-й ст. (ВП 6.12.1907)
- Орден Святой Анны 3-й ст. (ВП 6.12.1911)
- Орден Святого Станислава 2-й ст. (ВП 6.12.1914)
- Орден Святой Анны 2-й ст. «за отлично-усердную службу и усиленные труды, понесенные по обстоятельствам военного времени» (ВП 30.07.1915)
- Орден Святого Владимира 4-й ст. с мечами и бантом (ВП 7.10.1916)
- Орден Святого Георгия 4-й ст. (ВП 04.10.1916)
- Георгиевское оружие (ВП 04.10.1916)

Иностранные:
- бухарский Орден Восходящей звезды 3-й ст. (1902)
- сербский Орден Святого Саввы, офицерский крест (1910)
- болгарский Орден Святого Александра 5-й ст. (1910)
- французский Орден Чёрной звезды, офицерский крест (1914)